# Straßenbahn Krasnodar

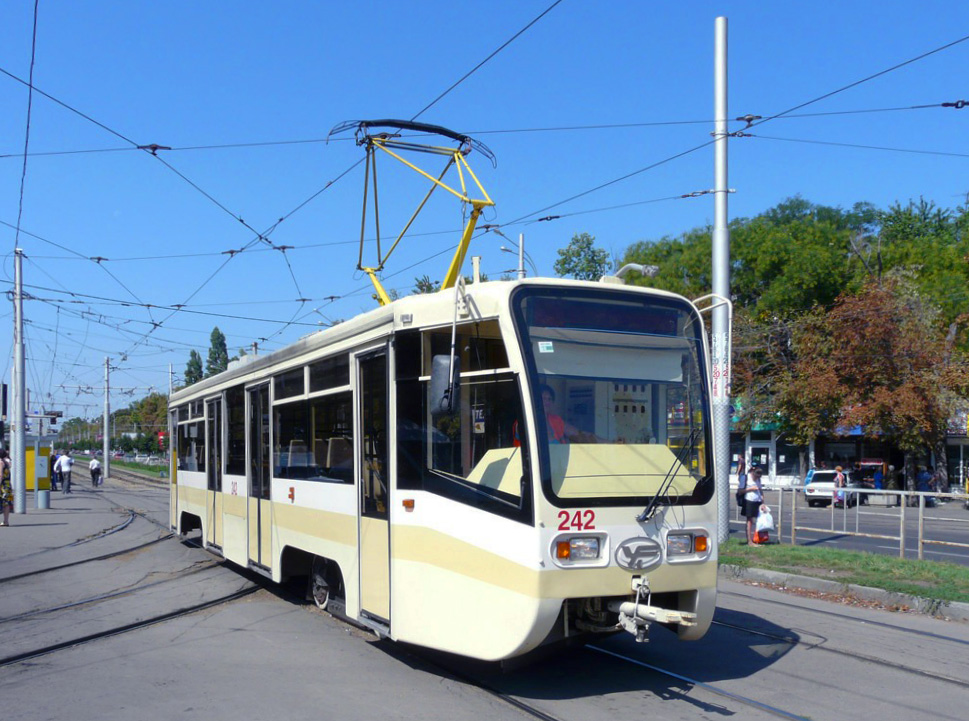
KTM-19 der Straßenbahn Krasnodar

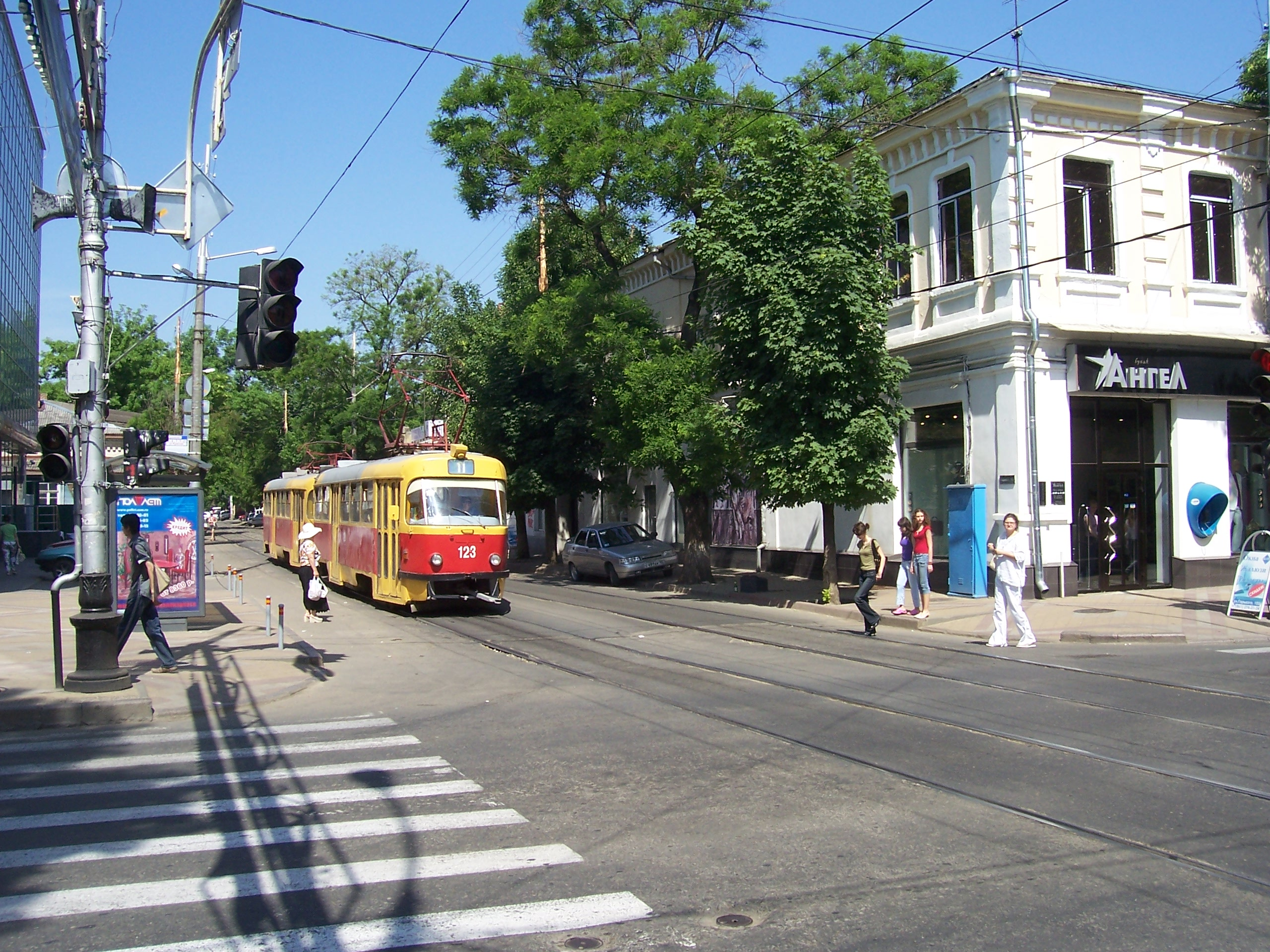
Tatra T3 in Krasnodar

Die Straßenbahn Krasnodar stellt das Rückgrat des ÖPNVs in der russischen Stadt Krasnodar dar. Sie verkehrt auf 15 Linien im Stadtgebiet.

## Geschichte
Die Anfänge der zunächst meterspurigen Bahn liegen im Jahr 1886 und 1867. Die Duma der Stadt Jekaterinodar, wie die Stadt damals hieß, erhielt zwei Anträge zur Einrichtung und zum Betrieb einer Straßenbahn. Allerdings erteilte die Duma erst 1897 der französischen Firma Compagnie de traction eine Konzession zum Bau einer Straßenbahn. Diese wurde dann allerdings von der Firma am 1. Juli 1898 an die belgische Compagnie de traction et d’electricité abgetreten, die am 17. September 1899 mit dem Bau begann. Am 24. Dezember 1900 wurden die ersten beiden Strecken für den Verkehr freigegeben. Die Krasnaja-Strecke war 3,6 Kilometer lang und zweigleisig ausgebaut, die Jekaterininski-Strecke war 1,5 Kilometer lang und eingleisig mit Ausweichen ausgestattet. Am 20. September 1909 folgte die neue Dimitriewskaja-Strecke und auch die Krasnaja-Linie wurde verlängert.
1908 wurde mit der Ersten russischen Genossenschaft der motor-elektrischen Straßenbahn Jekaterinodar – Paschkowskaja eine zweite Gesellschaft gegründet. Sie erhielt 1909 eine Konzession für den Bau in die Paschkowskaja-Siedlung. 1910 begannen die Bauarbeiten und die 12,8 Kilometer lange Strecke konnte am 6. April 1912 in Betrieb gehen. Im Gegensatz zu den ersten Linien wurde diese allerdings mit Benzolwagen befahren.
Zwischenzeitlich wurde die Dimitriewskaja-Strecke auf zwei Gleise ausgebaut. Diese wurde ab dem 14. November 1910 befahren. Bis 1914 wurden alle Strecken auf zwei Gleise ausgebaut. Zudem wurde die Benzolbahn von der Compagnie de traction et d’electricité übernommen und elektrifiziert. Diese wird am 1. Februar 1926 bis zum Bahnhof der mittlerweile in Krasnodar umbenannten Stadt verlängert.
Die seit dem 2. Juni 1920 verstaatlichte Straßenbahn firmierte seit 1929 unter dem Namen Kraseltram. Im selben Jahr wird die Dimitriewskaja-Strecke noch einmal verlängert. Am 22. September 1931 folgt eine Verlängerung der Krasnaja-Strecke. 1932 entschließt man sich, die acht Linien, welche auf drei Strecken verkehrten, mit den Liniennummern 1 bis 8 zu bezeichnen.
In dieser Zeit wurde die Bahn mit einem großen Problem konfrontiert. Da das komplette Netz auf 1000 mm aufgebaut war, bereitete die Beschaffung der Ersatzteile Schwierigkeiten, da man die Produktion der russischen Werke komplett auf die 1524 mm Breitspur umgestellt hatte. Somit entschied man, das Netz ab 1934 auf die Breitspur umzuspuren. Bis 1940 hatte man 29,6 Kilometer umgebaut. Durch den Ausbruch des Zweiten Weltkrieges konnten die Arbeiten am restlichen, 28,3 Kilometer langen Meterspurnetz nicht fortgesetzt werden.
Im August 1942 wurde die Stadt von deutschen Truppen besetzt. Um die von der sowjetischen Armee gesprengten Brücken zu ersetzen, wurden zahlreiche Gleise herausgerissen und für die Brückenbauten verwendet. Zudem wurden die Depots, die Werkstatt und das Kraftwerk gesprengt. Die angerichteten Schäden konnten nach Ende des Krieges bis 1946 behoben werden. Ab 1948 wurde die Umspurung fortgesetzt und am 15. August 1950 abgeschlossen.
Bis in die 1980er wurde das Netz weitreichend aus- und umgebaut. Die Straßenbahn wurde in der Innenstadt ausgedünnt, in den Randgebieten allerdings ausgebaut. Nach Ende der Sowjetunion verschlechterte sich die wirtschaftliche Lage. Trotzdem wurden neue Strecken gebaut. Am 28. Dezember 1998 ging die letzte Neubaustrecke in Betrieb.
Das Ticket für eine Fahrt kostet seit dem 1. Januar 2016 unabhängig von Fahrtstrecke und -länge 20 Rubel (ca. 0,20 EUR) und muss nach Antritt der Fahrt bei Schaffner oder Schaffnerin (Konduktor) erworben werden.
Alternativ können an Kiosken wiederaufladbare Smartcards erworben werden, wobei der Fahrpreis ab einem Guthaben von 300, 600 oder 900 Rubel um 5, 10 oder 15 Prozent ermäßigt ist. Außerdem sind Zeitkarten zu 5 oder 30 Tagen sowie diverse Smartcards zu ermäßigten Tarifen erhältlich. Die einzelnen Fahrten werden vom Schaffner mit einem Handlesegerät vom aufgeladenen Guthaben abgebucht.